# Eduardo Vélez
Eduardo Vélez, född 26 juli 1986, är en mexikansk bågskytt. Han deltog vid olympiska sommarspelen 2008 och 2012.